# Elginerpetontidae
Elginerpetontidae — вимерла родина базальних стегоцефальних тетраподоморфів, що жили в Європі під час франського етапу пізнього девону. Він містить роди Elginerpeton, Obruchevichthys і Webererpeton.